# Duje (singolo)
Duje è un singolo della cantante kosovara Albina Kelmendi, pubblicato il 29 dicembre 2022.
Il brano è stato selezionato per rappresentare l'Albania all'Eurovision Song Contest 2023.

## Promozione
Il 27 ottobre 2022 Duje è stato confermato come uno dei 26 brani partecipanti alla 61ª edizione del Festivali i Këngës. È stato presentato il successivo 19 dicembre durante la prima semifinale dell'evento. Albina si è esibita insieme a cinque membri della sua famiglia. Nella serata finale il brano ha vinto il 2º premio, ed è stato selezionato dal televoto come rappresentante albanese all'Eurovision Song Contest 2023 a Liverpool. La versione live del brano è stata pubblicata in digitale il 29 dicembre 2022; la versione eurovisiva del brano, con lievi modifiche all'arrangiamento, è stata presentata il 10 marzo 2023 insieme al video musicale. Nel maggio successivo, dopo essersi qualificata al 9º posto con 83 punti nella seconda semifinale, Albina Kelmendi si è esibita nella finale eurovisiva, dove si è piazzata al 22º posto su 26 partecipanti con 76 punti totalizzati.

## Tracce
Testi di Eriona Rushiti, musiche di Enis Mullaj.
1. Duje (Fest 61-live version) – 3:07

Versione eurovisiva
1. Duje – 3:02